# 勝山盆地

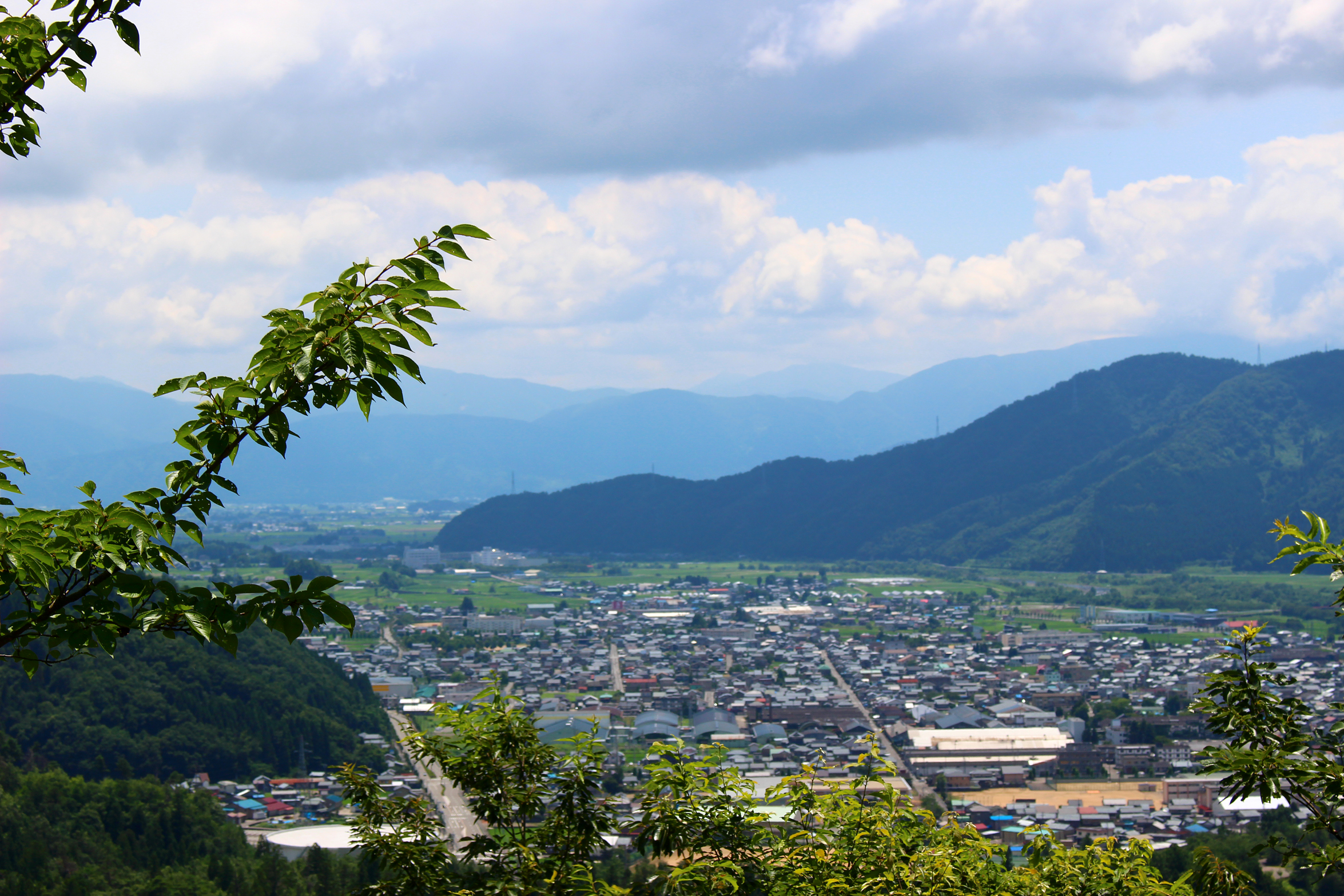
村岡山から見た勝山市街と勝山盆地

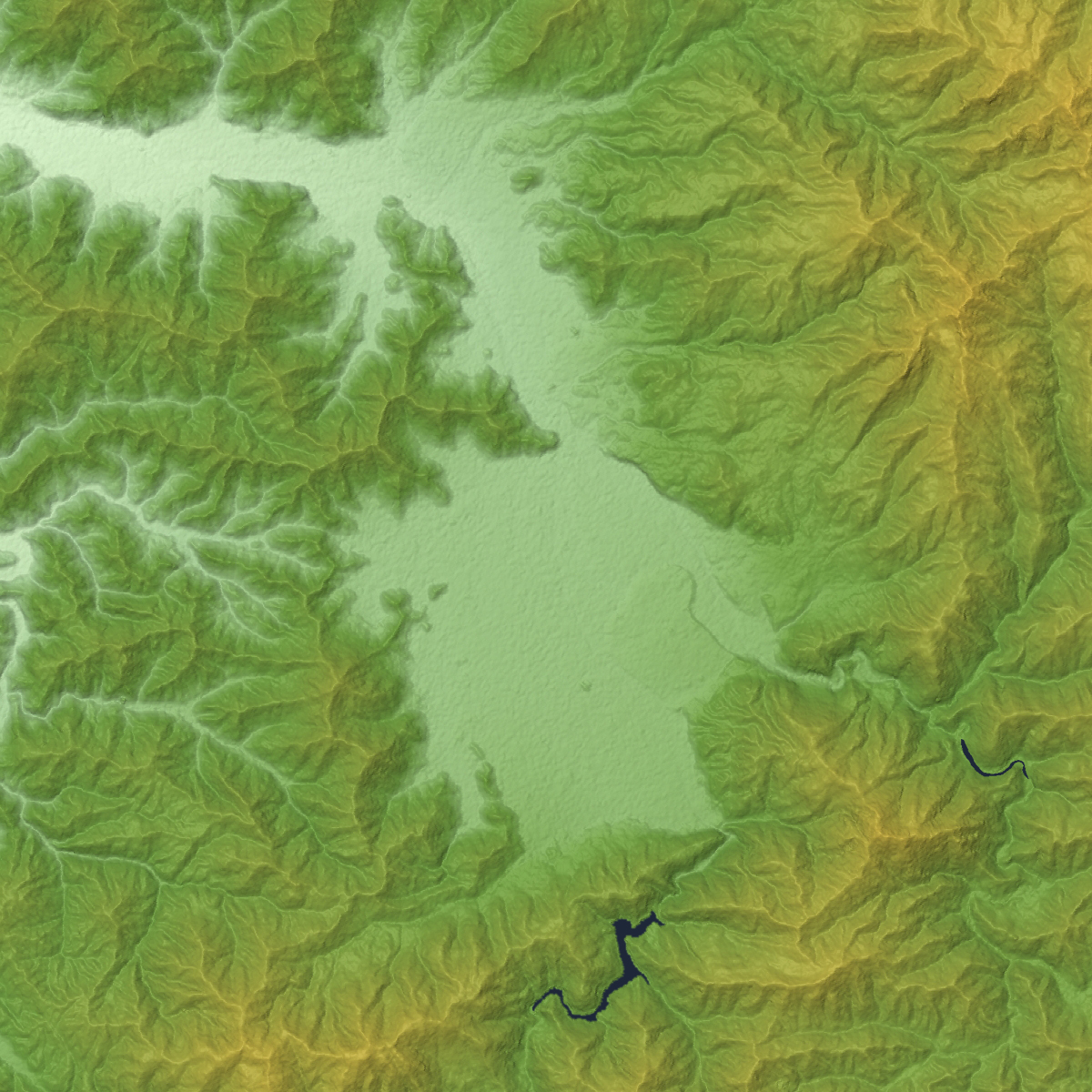
勝山盆地（中央上部）および大野盆地（中央下部）の地形図

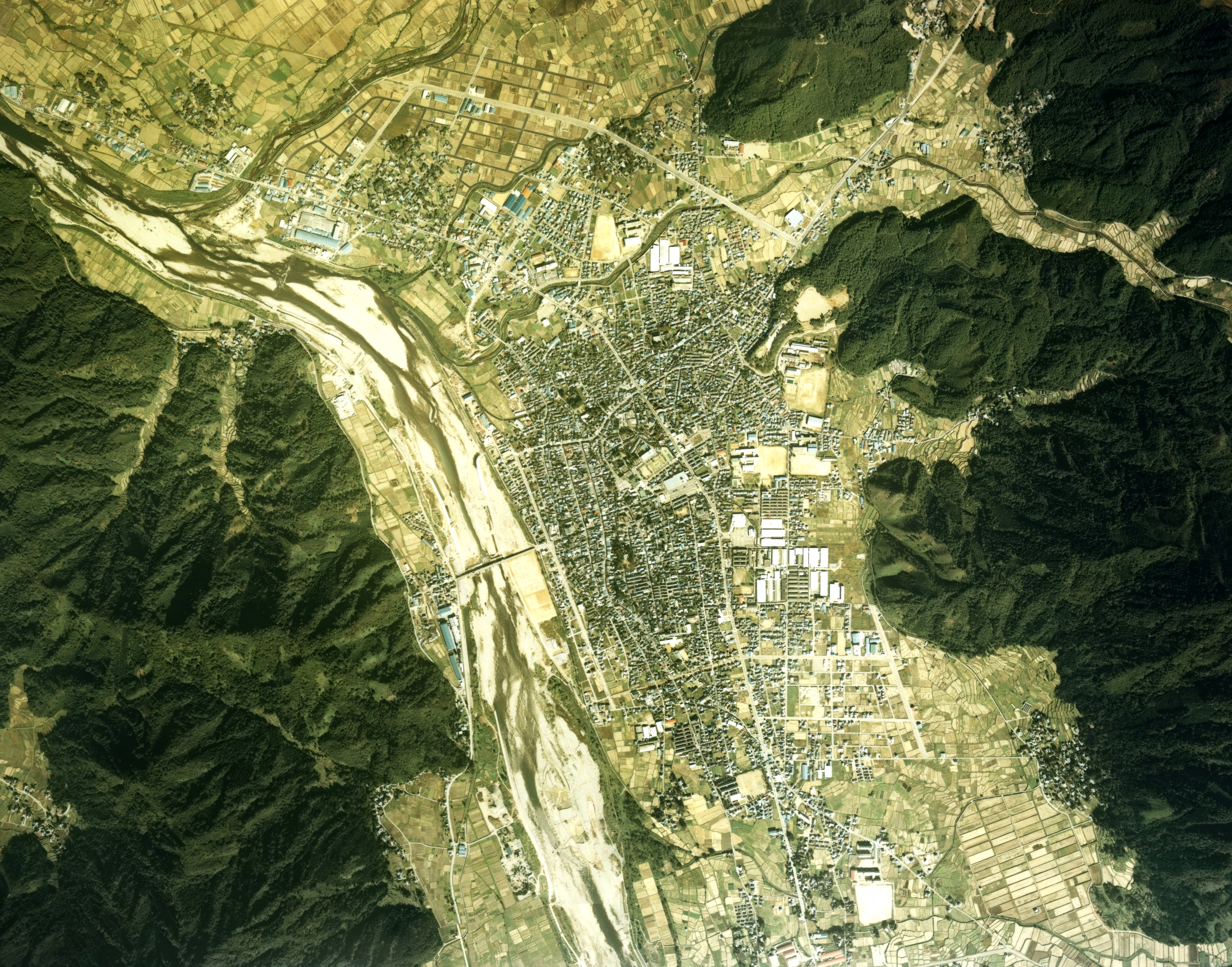
勝山盆地周辺の空中写真。。

勝山盆地（かつやまぼんち）は、福井県の嶺北地方北東部、大野盆地に北接し、勝山市およびその周辺に位置する河谷盆地、谷底平野である。広義には勝山盆地も含めて大野盆地とされる。

## 概要
勝山市下荒井付近で合流した九頭竜川が北西へ、その後は西へ流れる。盆地を形成する地形は、扇状地、河岸段丘、氾濫原などに分かれる。九頭竜川支流である岩屋川、滝波川、暮見川、浄土寺川、女神川では扇状地が発達し、沿岸では河岸段丘も見られる。鹿谷川や坂瀬川流域は袋状の堆積谷が形成されている。
九頭竜川の氾濫原は、狭隘部である下荒井付近では幅500m程度だが、妙金島の堀名と保田間では1800mと最も広くなり、中膨らみの状態となっている。九頭竜川両岸では河岸段丘がよく発達し、特に右岸では2段から3段の河岸段丘がある。勝山市街地を貫く段丘崖は「七里壁」と呼ばれている。九頭竜川はかつて谷底平野を目いっぱい蛇行し、網状の流路を作っていたと考えられる。氾濫原では中州が発達し、集落の立地も見られる。
1970年に勝山市が若猪野で井戸を掘った時には150m掘っても岩盤層には達せず、盆地の底には洪積層の地層が厚く堆積していると推測できる。
稲作が盛んなほか、水菜、サトイモ、イチゴなどが特産品である。1988年に勝山市北谷町で恐竜の化石が発見されて以降、化石発掘でも有名である。